# Xanthoparmelia sigillata
Xanthoparmelia sigillata är en lavart som först beskrevs av Brusse, och fick sitt nu gällande namn av Hale. Xanthoparmelia sigillata ingår i släktet Xanthoparmelia och familjen Parmeliaceae.   Inga underarter finns listade i Catalogue of Life.